# Fabian Maingain
Fabian Maingain (Sint-Lambrechts-Woluwe, 12 maggio 1986) è un politico belga, membro del partito Democratico Federalista Indipendente. Consigliere comunale della città di Bruxelles dal dicembre 2007, dal 17 giugno 2014 è deputato al Parlamento della Regione di Bruxelles-Capitale.

## Biografia
Fabian Maingain è il figlio di Olivier Maingain, presidente del partito DFF e poi DéFI. Dopo aver studiato amministrazione pubblica presso l'Université libre de Bruxelles, è diventato un impiegato presso il Parlamento della Comunità francofona.
È diventato politicamente attivo per l'allora DFF all'età di sedici anni ed è stato eletto al Consiglio comunale di Bruxelles nel 2006 all'età di 20 anni. Nelle elezioni municipali del 2012, Maingain è stato rieletto a capo della lista del DFF a Bruxelles. Dopodiché divenne leader della fazione DFF e poi della frazione DéFI nel consiglio comunale. Dopo le elezioni municipali del 2018, è diventato assessore per gli affari economici, l'occupazione, la smart city e la semplificazione amministrativa.
Nel 2014 è stato eletto membro del Parlamento di Bruxelles-Capitale. Ha continuato a ricoprire questo incarico fino al 2019. 